# لوسیا لاپیدرا
لوسیا لاپیدرا (اسپانیایی: Lucía Lapiedra‎؛ زاده ۳۱ ژانویهٔ ۱۹۸۱) یک بازیگر پورنوگرافی اسپانیایی است.